# Dans les hautes herbes (film)
Cet article concerne le film écrit et réalisé par Vincenzo Natali. Pour la nouvelle de Joe Hill et Stephen King dont le film est l'adaptation, voir Dans les hautes herbes.
Pour plus de détails, voir Fiche technique et Distribution.
Dans les hautes herbes (In the Tall Grass)  est un film d'horreur canadien écrit et réalisé par Vincenzo Natali, sorti en 2019. Il s’agit de l'adaptation de la nouvelle Dans les hautes herbes de Stephen King et son fils Joe Hill.

## Synopsis
Becky DeMuth et son frère Cal voyagent à San Diego pour que Becky, enceinte de six mois, puisse donner son enfant à l'adoption. En s'arrêtant à l'extérieur d'une vieille église, ils entendent les cris de détresse d'un jeune garçon nommé Tobin, venant d'un champ de hautes herbes situé en face de l'église. Ils entendent ensuite sa mère, Natalie, le supplier de n'appeler personne. Inquiets, Becky et Cal entrent dans le champ mais sont vite séparés et découvrent que la distance qui les sépare change étrangement. De plus en plus paniqués, ils tentent de partir mais sont incapables de retrouver la route. La nuit tombe et Cal tombe sur Tobin, blessé et sale, tenant un corbeau mort, qui lui dit que le champ ne peut pas déplacer les choses mortes, avant d'enterrer le corbeau. Becky rencontre le père de Tobin, Ross, mais ils sont séparés plus tard par le champ. Tobin emmène Cal vers un rocher antique situé dans le champ et l'encourage à le toucher, mais ils sont interrompus par les cris de Becky, attaquée par une figure inconnue.
Travis, le père de l'enfant de Becky, arrive à l'église à la recherche de cette dernière et de Cal. Il trouve leur voiture garée devant l'église et décide de s'aventurer dans le champ de hautes herbes, et rencontre Tobin qui le mène jusqu'au cadavre de Becky. Travis, dans son deuil, perd Tobin de vue. Au même moment, une version visiblement précédente de Tobin arrive à l'église accompagné de Natalie et Ross. En entendant Travis, qui appelle Tobin, leur chien, Freddy, court dans les hautes herbes, suivi par la famille. Travis entend Tobin et commence à le chercher. La famille panique et se sépare, et Ross tombe sur le rocher et le touche alors que la nuit tombe. Le lendemain matin, Becky et Cal rentrent à nouveau dans le champ en entendant les cris de Tobin. Tobin dit que Freddy a été tué. Sachant que le champ ne peut pas déplacer les choses mortes, Travis dit à Becky et Cal de marcher vers Tobin, et les quatre personnages se retrouvent ensemble. Travis dit à Becky et Cal qu'ils ont disparu depuis deux mois.
Le groupe voit un bâtiment au loin et décide de marcher dans cette direction. Sur le chemin, Becky reçoit un appel de quelqu'un qui paraît en grande détresse. En marchant, l'herbe commence à pénétrer l'utérus de Becky et elle s'évanouit, puis est réveillée par Ross, qui retrouve Tobin. La nuit tombe. Ross les amène au rocher où ils retrouvent Natalie, paniquée, qui leur assure avoir vu le cadavre de Becky plus tôt dans la journée. Elle les met en garde et leur dit de ne pas toucher le rocher. Ross a un comportement de plus en plus étrange alors que les autres personnages décident de partir. Ross blesse Travis et tue Natalie avant de partir à la poursuite des autres, déclamant que le rocher lui a montré la vérité et le chemin jusqu'à la sortie, mais qu'il ne veut pas partir du champ.
Becky, Cal, Travis et Tobin arrivent au bâtiment abandonné et, pendant qu'ils font du repérage, Travis et Cal découvrent que Freddy a réussi à s'échapper via un « trou » qui mène à la route. Cal, jaloux, qui semble avoir des sentiments incestueux pour Becky, laisse tomber Travis alors qu'il glisse du toit. Tobin est témoin de cela, et fuit dans le champ lorsque Ross parvient à accéder au toit du bâtiment. Becky refuse de laisser Travis et retourne au bâtiment alors que Cal s'enfuit dans le champ. Cal est étranglé à mort par Ross, et on découvre que les personnages sont dans une faille temporelle, hantés encore et encore dans le champ de hautes herbes par Ross devenu fou. Travis a survécu à la chute et commence à chercher Becky. Ils arrivent à s'entendre dans le champ et Becky avoue qu'elle allait donner le bébé à l'adoption.
Becky est attaquée par Ross mais réussit à s'échapper en lui perçant l'œil avec une paire de ciseaux tandis qu'une tempête se prépare. Becky rencontre des créatures fantastiques qui l'emmènent jusqu'au rocher, sur lequel sont gravés des dessins prophétiques sur l'accouchement de Becky. Après avoir vu une vision horrifique sous le rocher, Becky appelle un numéro sur son téléphone, prévenant sa personne du passé d'empêcher Cal de blesser Travis, puis s'évanouit. Elle se réveille et voit Cal prenant soin d'elle et, en lui donnant à manger, ce qui est révélé être son bébé. Becky réalise peu à peu qu'elle hallucine et que "Cal" est en réalité Ross. Quelques instants plus tard, Travis tombe sur le corps inconscient de Becky. Tobin les trouve et ils sont ensuite confrontés à Ross, qui blesse mortellement Travis. Alors que Ross essaie de forcer Tobin à toucher le rocher, Becky attaque Ross et lui perce l'autre œil avec son collier, avant de mourir de ses blessures. Travis tue Ross, et réalise ensuite que le seul moyen de comprendre les hautes herbes est de toucher le rocher. Travis touche le rocher et voit une série de visions étranges. Il attrape ensuite la main de Tobin et le guide vers une sortie, en lui demandant d'empêcher Becky et Cal d'entrer dans les hautes herbes.
Tobin est transporté dans l'église alors que de l'autre côté de la route, Becky et Cal sont sur le point d'entrer dans les hautes herbes. Tobin parvient à les en empêcher en montrant à Becky son collier, que Travis lui avait donné, fermant ainsi la faille temporelle. Becky décide alors de garder le bébé et ils font demi-tour. Travis les entend partir et meurt paisiblement dans l'herbe.

## Fiche technique
Sauf indication contraire, les informations mentionnées dans cette section peuvent être confirmées par la base de données cinématographiques IMDb,  présente dans la section « Liens externes ».
- Titre original : In the Tall Grass
- Titre français : Dans les hautes herbes
- Réalisation :  Vincenzo Natali
- Scénario : Vincenzo Natali, d'après la nouvelle Dans les hautes herbes de Stephen King et Joe Hill
- Musique : Mark Korven
- Décors : Oleg M. Savytski
- Costumes : Ginger Martini
- Photographie : Craig Wrobelski
- Montage : Michele Conroy
- Production : Steve Hoban, Jimmy Miller et Jon Levin
- Société de production : Copperheart Entertainment
- Société de distribution : Netflix
- Pays de production :  Canada
- Langue originale : anglais
- Genre : horreur
- Durée : 101 minutes
- Dates de sortie :
  - États-Unis : 20 septembre 2019 (Fantastic Fest)
  - Canada : 27 septembre 2019 (Festival de Vancouver)
  - Monde : 4 octobre 2019 (Netflix)

## Distribution
- Patrick Wilson (VF : Guillaume Orsat) : Ross Humboldt
- Laysla De Oliveira (VF : Véronique Picciotto) : Becky
- Harrison Gilbertson (VF : Sébastien Desjours) : Travis
- Avery Whitted (VF : Sébastien Baulain) : Cal Demuth
- Rachel Wilson (VF : Sybille Tureau) : Natalie Humboldt
- Will Buie Jr. (VF : Cécile Gatto) : Tobin Humboldt

## Production
En mai 2018, Netflix commande l’adaptation cinématographique de la nouvelle Dans les hautes herbes. Réalisé par Vincenzo Natali, le film a comme acteurs principaux Patrick Wilson, Laysla De Oliveira et Harrison Gilbertson. Le tournage se déroule pendant l'été 2018 pour une diffusion prévue par Netflix pendant l'automne 2019.

## Accueil
Le film est sélectionné le 20 septembre 2019 au Fantastic Fest aux États-Unis, ainsi que le 27 septembre 2019 au festival de Vancouver au Canada. Il est diffusé le 4 octobre 2019 sur Netflix à travers le monde.